# Gustav Hirschfeld (Politiker)
Gustav Hirschfeld (* 24. April 1857 in Kassel; † 29. Januar 1938 in Coburg) war ein deutscher Jurist und Politiker. Er war Coburger Oberbürgermeister von 1897 bis 1924.

## Leben
Hirschfeld studierte Rechtswissenschaft und war in Fritzlar als Gerichtsassessor tätig. Am 4. Januar 1887 wurde er in sein neues Amt als Coburger Stadtkämmerer eingeführt. Mit Dekret vom 19. April 1894 wurde er 2. Bürgermeister und am 12. November 1897 durch die Stadtverordneten zum Ersten Bürgermeister gewählt. Die Einführung in das Amt war am 1. Dezember 1897. Im Jahr 1905 erhielt er den Titel Oberbürgermeister. Zwischen 1911 und 1918 gehörte er als Vertreter der Stadt Coburg dem Coburger Landtag an. Am 23. April 1924 endete sein Bürgermeisteramt. Am selben Tag wurden ihm die Ehrenbürgerrechte verliehen. Zusätzlich wurde eine Straße nach ihm benannt.
In seiner Amtszeit wurde im Jahr 1903 Max Böhme zum Stadtbaumeister berufen, der unter anderem den Umbau des Coburger Rathauses und die Neubauten des Krematoriums und der Urnenhalle bei der Erweiterung des Friedhofes am Glockenberg, das Ernst-Alexandrinen-Volksbads und die Heilig-Kreuz-Schule betreute. Außerdem entstand das Elektrizitätswerk und es erfolgte der Bau der Kanalisation.
Am 23. April 1924 hielt Julius Streicher aus Nürnberg, Herausgeber des antisemitischen Wochenblattes Der Stürmer, in den Coburger Hofbräu-Gaststätten, anlässlich einer Feier zum 35. Geburtstag Adolf Hitlers eine Rede. Darin unterstellte er Hirschfeld wegen dessen vermeintlich jüdisch klingenden Nachnamens eine jüdische Herkunft. Hirschfeld verklagte Streicher daraufhin. Das Landgericht Coburg sprach Streicher frei, obwohl die Behauptung eine Lüge war.

## Werke
- Fürst Metternich und Herzog Ernst I. von Sachsen-Coburg und Gotha. Coburg 1929.
- Die Errichtung des Herzogtums Sachsen-Coburg und Gotha im Jahre 1826 . Coburg 1927.